# Жан Шаре
Жан Шаре́ (фр. Jean Charest; нар. 24 червня 1958) — квебекський політик.
Колишній лідер Ліберальної партії Квебеку (1998-2012) і колишній Прем'єр-міністр Квебеку (2003-2012).
Народився та виріс у місті Шербрук (Квебек). Вчився у Шербрукській семінарії. У 1980 закінчив юридичний факультет Шербрукського університету.

## Політична діяльність
З 4 вересня 1984 по 30 квітня — депутат федерального парламенту Канади (Палати громад) від Прогресивно-консервативної партії Канади. У цей період займав посади міністра Молоді (30 червня 1986 — 20 січня 1988), Фізкультури і спорту (30 квітня 1988 — 20 січня 1990), Навколишнього середовища (21 квітня 1991 — 24 червня 1993), Промисловості і науки (25 червня — 26 жовтня 1993).
30 квітня 1998 обраний лідером Ліберальної партії Квебеку, а 30 листопада того ж року — депутатом Національної асамблеї (парламенту) Квебеку від шербрукського виборчого округу.
14 квітня 2003 року Ліберальна партія виграє вибори у Національну асамблею. Шаре стає прем'єр-міністром Квебеку.

## Невдачі Шаре (2003—2007)
Передвиборча програма Шаре передбачала зниження податків. Проте реформи, спрямовані на зменшення державних витрат, зустріли супротив широких верств населення, зокрема профспілок та студентів (останні були розлючені зменшенням розміру стипендій). Податки не тільки не було знижено, а й навіть трохи збільшено.
У 2004—2006 роках більш ніж 50 % населення були незадоволені політикою уряду. Проте, наприкінці 2006 року рейтинг Шаре знов піднявся. Причиною цього частково стали деякі вдалі ініціативи уряду, частково — помилки головного супротивника лібералів — Андре Буаклера, молодого лідера Квебекської партії.

## Теперішня ситуація
На березневих виборах 2007 року Ліберальна партія хоч і виграла вибори формально (тобто, обрала більше депутатів, ніж конкуренти), але не має більшості у парламенті. Тому аналітики передбачали, що уряд Шаре не протримається довго. Проте, Шаре вдало маневрує, використовуючи розбіжності поміж опозиційними партіями.
4 вересня 2012 року Ліберальна партія Квебеку програла вибори. Жана Шаре не було переобрано депутатом і він пішов з політичного життя.